# Estação Retiro (Metro de Madrid)
Retiro é uma estação da Linha 2 do Metro de Madrid.

## História

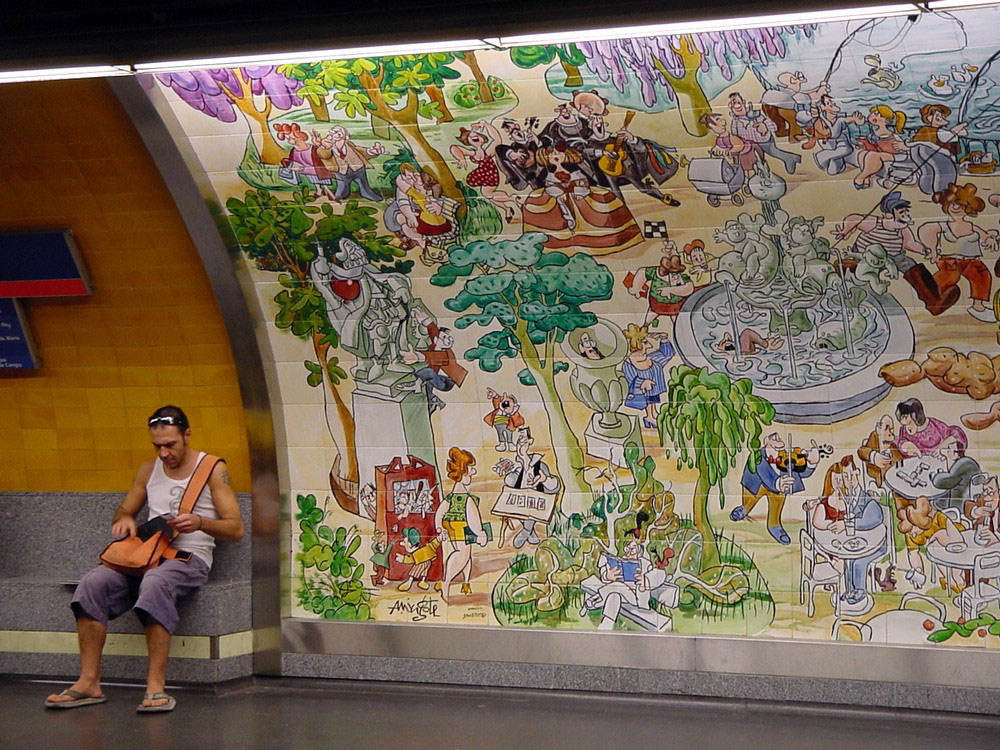
Painel de azulejos retratando a vizinhança da Estação.

A estação foi aberta ao público em 14 de junho de 1924, quando foi colocada a primeira seção da linha 2 em funcionamento. Desde 1997, uma das plataformas foi decorada com murais pelo conhecido cartunista Antonio Mingote, representando um "fantástico" parque do Retiro. e ao lado do outro há uma sala de exposições temporárias.

## Entradas
Acesso Lagasca
- Lagasca Calle de Alcalá, 85 (esquina com Calle Lagasca)
- Lagasca Calle Lagasca, 4. Acesso a rampa
- Retiro no Parque del Retiro de Madrid

Acesso Claudio Coello
- Claudio Coello Calle de Alcalá, 75 (esquina com Calle Claudio Coello). Para Puerta de Alcalá e Museo Arqueológico Nacional